# Чудоярви
Чу́доя́рви (фин. Tshudojärvi) — озеро на территории Найстенъярвского сельского поселения Суоярвского района Республики Карелия.

## Общие сведения
Площадь озера — 1,2 км², площадь водосборного бассейна — 534 км². Располагается на высоте 167,7 метров над уровнем моря.
Форма озера продолговатая: вытянуто с северо-запада на юго-восток. Берега изрезанные, каменисто-песчаные, местами заболоченные.
С востока в озеро втекает река Контиойоки, несущая воды из озёр Кивиярви, Варпаярви, Алинен-Лиусъярви и Илинен-Лиусъярви, Мянтюярви и Сури-Контиоярви. Вытекает из Чудоярви уже река Тарасйоки.
С северо-запада в озеро втекает река без названия, берущая начало в озере Салмиярви.
В озере расположены четыре острова различной площади.
Населённые пункты возле озера отсутствуют. Ближайший — посёлок Костомукса — расположен в 23 км к востоку от озера.
С северо-западной стороны озера проходит грунтовая дорога местного значения без наименования.
Код объекта в государственном водном реестре — 01040100111102000016757.